# Arrondissement d'Albi
L'arrondissement d'Albi est une division administrative française, située dans le département du Tarn et la région Occitanie.

## Historique
Créé par la loi du 17 février 1800 (28 pluviôse de l'an VIII), l'arrondissement d'Albi remplace les districts d'Albi. Par le décret du 10 septembre 1926, l'arrondissement d'Albi absorbe l'arrondissement de Gaillac.

## Composition

### Composition avant 2015
- canton d'Alban
- canton d'Albi-Centre
- canton d'Albi-Est
- canton d'Albi-Nord-Est
- canton d'Albi-Nord-Ouest
- canton d'Albi-Ouest
- canton d'Albi-Sud
- canton de Cadalen
- canton de Carmaux-Nord (et ancien canton de Carmaux)
- canton de Carmaux-Sud
- canton de Castelnau-de-Montmiral
- canton de Cordes-sur-Ciel
- canton de Gaillac
- canton de Lisle-sur-Tarn
- canton de Monestiés
- canton de Pampelonne
- canton de Rabastens
- canton de Réalmont
- canton de Salvagnac
- canton de Valderiès
- canton de Valence-d'Albigeois
- canton de Vaour
- canton de Villefranche-d'Albigeois

### Découpage communal depuis 2015
Depuis 2015, le nombre de communes des arrondissements varie chaque année soit du fait du redécoupage cantonal de 2014 qui a conduit à l'ajustement de périmètres de certains arrondissements, soit à la suite de la création de communes nouvelles. Le nombre de communes de l'arrondissement d'Albi est ainsi de 170 en 2015, 169 en 2016, 168 en 2017 et 163 en 2019.
Au 1er janvier 2024, l'arrondissement groupe les 163 communes suivantes :
1. Alban
2. Albi
3. Almayrac
4. Alos
5. Amarens
6. Ambialet
7. Andillac
8. Andouque
9. Arthès
10. Assac
11. Aussac
12. Beauvais-sur-Tescou
13. Bellegarde-Marsal
14. Bernac
15. Blaye-les-Mines
16. Bournazel
17. Brens
18. Broze
19. Les Cabannes
20. Cadalen
21. Cadix
22. Cagnac-les-Mines
23. Cahuzac-sur-Vère
24. Cambon
25. Campagnac
26. Carlus
27. Carmaux
28. Castanet
29. Castelnau-de-Lévis
30. Castelnau-de-Montmiral
31. Cestayrols
32. Combefa
33. Cordes-sur-Ciel
34. Coufouleux
35. Courris
36. Crespin
37. Crespinet
38. Cunac
39. Curvalle
40. Dénat
41. Donnazac
42. Le Dourn
43. Fauch
44. Faussergues
45. Fayssac
46. Fénols
47. Florentin
48. Fraissines
49. Frausseilles
50. Le Fraysse
51. Fréjairolles
52. Gaillac
53. Le Garric
54. Grazac
55. Itzac
56. Jouqueviel
57. Labarthe-Bleys
58. Labastide-de-Lévis
59. Labastide-Gabausse
60. Labessière-Candeil
61. Laboutarie
62. Lacapelle-Pinet
63. Lacapelle-Ségalar
64. Lagrave
65. Lamillarié
66. Laparrouquial
67. Larroque
68. Lasgraisses
69. Lédas-et-Penthiès
70. Lescure-d'Albigeois
71. Lisle-sur-Tarn
72. Livers-Cazelles
73. Lombers
74. Loubers
75. Loupiac
76. Mailhoc
77. Marnaves
78. Marssac-sur-Tarn
79. Massals
80. Mézens
81. Milhars
82. Milhavet
83. Miolles
84. Mirandol-Bourgnounac
85. Monestiés
86. Montans
87. Montauriol
88. Montdurausse
89. Montels
90. Montgaillard
91. Montirat
92. Montrosier
93. Montvalen
94. Moularès
95. Mouzieys-Panens
96. Mouzieys-Teulet
97. Noailles
98. Orban
99. Padiès
100. Pampelonne
101. Parisot
102. Paulinet
103. Penne
104. Peyrole
105. Poulan-Pouzols
106. Puycelsi
107. Puygouzon
108. Rabastens
109. Réalmont
110. Le Riols
111. Rivières
112. Roquemaure
113. Rosières
114. Rouffiac
115. Roussayrolles
116. Saint-André
117. Saint-Beauzile
118. Saint-Benoît-de-Carmaux
119. Sainte-Cécile-du-Cayrou
120. Saint-Christophe
121. Saint-Cirgue
122. Sainte-Croix
123. Sainte-Gemme
124. Saint-Grégoire
125. Saint-Jean-de-Marcel
126. Saint-Juéry
127. Saint-Julien-Gaulène
128. Saint-Marcel-Campes
129. Saint-Martin-Laguépie
130. Saint-Michel-de-Vax
131. Saint-Michel-Labadié
132. Saint-Urcisse
133. Saliès
134. Salles
135. Salvagnac
136. Saussenac
137. La Sauzière-Saint-Jean
138. Le Ségur
139. Senouillac
140. Le Sequestre
141. Sérénac
142. Sieurac
143. Souel
144. Taïx
145. Tanus
146. Tauriac
147. Técou
148. Teillet
149. Terre-de-Bancalié
150. Terssac
151. Tonnac
152. Tréban
153. Trébas
154. Trévien
155. Valderiès
156. Valence-d'Albigeois
157. Vaour
158. Le Verdier
159. Vieux
160. Villefranche-d'Albigeois
161. Villeneuve-sur-Vère
162. Vindrac-Alayrac
163. Virac

## Liste des sous-préfets
Le sous-préfet d'Albi est également secrétaire général de la préfecture du Tarn.
- 1988 : Patrick MERIAN
- 1990 : Philippe DE MESTER
- 1991 :
- 1997 : Henri d'ABZAC
- 1999 :
- 2003 : Christian JOUVE
- 2007 : Eric MAIRE
- 2010 : Béatrice STEFFAN
- 2013 : Hervé TOURMENTE
- 2015 : Laurent GANDRA-MORENO
- 2017 : Michel LABORIE
- 2021 : Fabien CHOLLET

## Démographie
En 2022, l'arrondissement comptait 197 448 habitants.
| 1968    | 1975    | 1982    | 1990    | 1999    | 2006    | 2011    | 2016    | 2021    |
| ------- | ------- | ------- | ------- | ------- | ------- | ------- | ------- | ------- |
| 161 314 | 160 922 | 161 127 | 162 749 | 164 990 | 177 880 | 185 350 | 191 150 | 195 484 |

| 2022    | - | - | - | - | - | - | - | - |
| ------- | - | - | - | - | - | - | - | - |
| 197 448 | - | - | - | - | - | - | - | - |